# 志賀美沙
志賀美沙（SHIGA Misa，1988年2月19日—），旧姓：小中，日本女子水球運動員，亦為日本國家女子水球隊成員。京都府出生，畢業於東京女子体育大学，隸屬於藤村水球隊。

## 簡歷
2014年9月，志賀美沙代表日本出戰韓國仁川舉行的亞運會水球比賽項目，協助球隊贏得銀牌。